# Суринда
Су́ринда — посёлок в Эвенкийском районе Красноярского края. Образует сельское поселение посёлок Суринда как единственный населённый пункт в его составе. Относится к Байкитской группе поселений.
До 2002 года согласно Закону об административно-территориальном устройстве Эвенкийского автономного округа — село.

## География
Расположен на правом (западном) берегу реки Сурингды, от которой и получил своё название, означающее «Сиговая река».

## Население
| 2010 | 2012 | 2013 | 2014 | 2015 | 2016 | 2017 |
| ---- | ---- | ---- | ---- | ---- | ---- | ---- |
| 493  | ↘468 | ↘464 | ↘442 | ↘435 | ↘417 | ↘412 |
| 2018 | 2019 | 2020 | 2021 |      |      |      |
| →412 | ↗418 | ↗424 | ↘329 |      |      |      |

Национальный состав
По данным Всероссийской переписи населения 2010 года:
| № | Национальность | Численность, чел. | Доля   |
| - | -------------- | ----------------- | ------ |
| 1 | эвенки         | 479               | 97,2 % |
| 2 | русские        | 9                 | 1,8 %  |
| 3 | другие         | 5                 | 1,0 %  |

## Местное самоуправление
Суриндский поселковый Совет депутатов VI созыва
Дата избрания: 08.09.2024. Срок полномочий: 5 лет. Председатель Совета Савватеева Татьяна Аркадьевна.
| Фракция       | Кол-во депутатов |
| ------------- | ---------------- |
| Единая Россия | 7                |

Глава поселка
- Савватеева Татьяна Аркадьевна (руководит поселком с 2006 года). Дата переизбрания: 08.09.2024. Срок полномочий: 5 лет.

## Инфраструктура
В Суринде действуют основная школа, детский сад и больница. Главные занятия жителей посёлка — оленеводство, выделка шкур, изготовление декоративных изделий из шкур.

## День оленевода
В посёлке проходит ежегодный традиционный национальный праздник День оленевода. Представители оленеводческих бригад, в том числе женщины и дети, соревнуются в гонках на оленьих упряжках и верхом на учуге (олене, предназначенном для верховой езды).

## Этнодеревня
В 2020 году посёлок Суринда вошёл в Арктическую зону. В том же году по поручению губернатора Красноярского края Александра Усса был разработан пилотный проект развития северного населённого пункта на примере посёлка Суринда. В 2022 году построили экспериментальное жилье, адаптированное к условиям Арктики по современным технологиям.

## Сотовая связь
В посёлке имеется голосовая телефонная связь и мобильный интернет 4G. Проект реализован в рамках краевой государственной программы «Развитие информационного общества».